# Гандизъм
Гандизъм е религиозно-политическа доктрина за борба със социалния и национален гнет над трудовия народ. Наречена е на основателя си Махатма Ганди, който я създава с цел придобиване права на индийците в ЮАР и освобождението на Индия от колониалното робство на Англия. Основното понятие в гандизма е „сатяграха“ - упорство в истината, което се отстоява чрез ахимса - ненасилие. Ганди ползва вече готовата теория на толстоизма с формулата — „не се противи на злото с насилие“ и религиозната и социална характеристика на света направена от руския писател Лев Толстой като Ганди практически ги прилага в своя живот и новото внесено от него е, че ги превръща в политически средства за постигане на политически цели. Индийският народ е благодатна почва за този религиозен подход към политиката, защото има традиции, макар и обредни и външни, като индуизма и джайнизма. Но основното е жестокия социален и национален гнет над индийския народ и потъпканите му права. Ганди смята чрез националната борба да пробуди народа нравствено и Индия да не допусне европейската цивилизация да поеме по друг път – на „сарводайя“ (общо благо), постигащо се чрез яджна – собствено ръчен труд за хляба в сварадж (селски общини). Ганди основава няколко комуни — ашрам в които демонстрира идеите си. Но докато в тази насока усилията му не успяват, то в обществената борба срещу колониализма методите му са ефективни. „Неправенето“ на Лев Толстой той променя в „неучастие“ и „несътрудничество“ на колонизатора и успява да мобилизира индийския народ да откаже всякакъв контакт с англичаните. Парализиран е целият обществено-икономически живот в Индия. Ганди води и няколко ненасилствени похода с цел демонстрация на моралното право над насилничеството и експлоататорството на властимащите. Идеите си Ганди формулира в „Самоуправлението на Индия“ – 1901 г. и в своята автобиография – 1925 г. Ганди пише „Аз искам да внеса религия в политиката“, „Нашето движение е самоусъвършенстване“ – 1930 г. В писмо до Лев Толстой – „Ваш предан последовател“ – 4 април 1910 г.